# バタ州
バタ州（バタしゅう、フランス語: Région du Batha、アラビア語: منطقة البطحة ）は、チャドの州。チャド中央部に位置する。州都はアティ。2009年の調査では州の人口は527,031人。1993年の調査では州の人口は288,074人であり、うち244,010人が定住民（そのうち農村居住者が207,997人、都市居住者が36,017人）であり、44,064人は遊牧民であった。

## 住民
バタ州の住民はアラブ人（33.62 %）、ビララ人(18.11 %)、クカ人(Kuka、15.71 %)、マサリト人(5.73 %)、Mesmédjé人(5.61 %)などが多い。

## 下位行政区画
バタ州は、東バタ県、西バタ県、フィトリ県の3県からなる。